# Zosperamerus albopictus
Zosperamerus albopictus är en insektsart som beskrevs av Bruner, L. 1910. Zosperamerus albopictus ingår i släktet Zosperamerus och familjen gräshoppor. Inga underarter finns listade i Catalogue of Life.